# Epermeniidae
Super-famille
Famille
Les Epermeniidae sont une famille de lépidoptères, la seule famille de la super-famille des Epermenioidea. Elle comporte une quinzaine de genres, dont les plus diversifiés sont Epermenia (en), Ochromolopis et Gnathifera (en).

## Description
Les imagos des Epermeniidae sont de petits papillons à ailes étroites, d'une envergure de 7 à 20 mm. Ils ont des verticilles d'épines bien visibles sur leurs pattes, et sont dépourvus d'épines sur l'abdomen, contrairement à certains papillons similaires. La tête, finement écaillée, ne porte pas d'ocelles ni de « chaetosemata ». Les Epermeniidae sont le plus facilement confondus avec les Stathmopodidae (en), qui, contrairement à eux, ont les tarses des pattes antérieures et médianes dépourvus de verticilles d'épines, et ont la trompe écaillée à sa base. Les touffes d'écailles proéminentes sur le bord interne de l'aile postérieure sont le meilleur critère de détermination. 

## Répartition
Les Epermeniidae sont présents dans le monde entier, tant dans les régions tempérées que tropicales, et tout particulièrement dans les zones montagneuses, mais ils sont peu présents dans l'écozone afrotropicale. Le genre Gnathifera (en) est présent de l'Australie à la Nouvelle-Calédonie, et le genre Epermenia (en) est répandu du Paléarctique aux îles du Pacifique.

## Comportement
Les imagos sont nocturnes et bien camouflés. Leur position de repos est parallèle à la surface, avec les ailes repliées sur leur dos d'une manière semblable à une tente.

## Écologie
Les chenilles se nourrissent à l'intérieur de presque toutes les parties de la plante (fruits, graines, galles, feuilles ou fleurs), parfois dans une mine, ou parfois exposées ou sous de la soie à la surface des feuilles. Contrairement à certains lépidoptères, la chrysalide n'est pas extrudée du cocon, et elle peut être trouvée dans son fin cocon à réseau ouvert sur la plante ou parmi les débris au sol.
De nombreuses espèces en Europe se nourrissent d'ombelles d'Apiacées. Epermenia chaerophyllella (en) est un ravageur d'espèces cultivées. D'autres espèces se nourrissent des familles de plantes parasites Santalaceae et Loranthaceae, ou des Pinaceae, Pittosporaceae et Fabaceae.

## Genres
- Africepermenia (en) Gaedike, 2004
- Agiton (en) Turner, 1926
- Epermenia (en) Hübner, 1825
- Gnathifera (en) Gaedike, 1978
- Inuncus (en) Gaedike, 2013
- Lasiostega (en) Meyrick, 1932
- Mesepermenia (en) Gaedike, 2004
- Notodryas (en) Meyrick, 1897
- Ochromolopis Hübner, 1825
- Parochromolopis (en) Gaedike, 1977
- Paraepermenia (en) Gaedike, 1968
- Phaulernis (en) Meyrick, 1895
- Picrodoxa (en) Meyrick, 1923
- Sinicaepermenia (en) Heppner, 1990
- Thambotricha (en) Meyrick, 1922